# Jeff Ayres
Jeffrey Curtis "Jeff" Ayres, nato Jeffrey Curtis Pendergraph e conosciuto fino al 2013 come Jeff Pendergraph (Ontario, 29 aprile 1987), è un cestista statunitense.

## Carriera

### NBA (2009-2015)

#### Portland Trail Blazers (2009-2010)
Dopo aver frequentato la Etiwnada High School, approda nella squadra degli Arizona State Sun Devils con cui si fa notare al grande palcoscenico e viene scelto nella prima posizione del secondo giro (31ª assoluta) nel Draft NBA 2009 dai Sacramento Kings, che la sera stessa lo cedettero ai Portland Trail Blazers in cambio di Sergio Rodríguez, i diritti su Jon Brockman (38ª scelta al Draft NBA 2009 dei Blazers) e una somma in denaro.
L'8 settembre 2009 firmò un contratto da rookie con i Trail Blazers. Il 15 aprile 2010 realizzò il suo career-high nella gara interna contro i Golden State Warriors segnando 24 punti, anche se si dimostrarono vani per i Portland Trail Blazers che persero la partita per 122-116. In quella stagione disputò 39 partite segnando in totale 104 punti.
Prima dell'inizio della stagione 2010-2011, subì un infortunio al ginocchio; siccome gli esami accertarono che i tempi di recupero per Ayres sarebbero stati lunghi, la franchigia dell'Oregon decise di tagliarlo.

#### Indiana Pacers (2011-2013)
Il 10 dicembre 2011 firmò da free agent con gli Indiana Pacers. Tuttavia non giocò molte partite con i Pacers nei due anni in cui vi militò: 20 il primo anno (anche se quell'anno la stagione fu accorciata a causa del Lockout), 37 il secondo, e solo in una partita partì titolare, ovvero quella giocata in casa il 24 aprile 2012 contro i Detroit Pistons, vinta 103-97, in cui lui mise a referto 10 punti, 7 rimbalzi, 1 assist e 2 stoppate in 18 minuti. In tutte e due le stagioni con la franchigia disputò i playoffs. Nella seconda stagione si mise in evidenza in negativo in quanto nelle finali di Conference, in gara-7, Ayres venne espulso a seguito di un diverbio col playmaker dei Miami Heat Norris Cole, che finì con l'allontanamento dal campo di entrambi; a questo diverbio prese parte anche il manager del cantante Flo Rida che venne anch'egli allontanato.

#### San Antonio Spurs (2013-2015)
Durante la free agency dell'estate 2013, il 12 luglio firmò con i San Antonio Spurs.
Con i texani trovò maggiore continuità rispetto agli anni passati giocando 73 partite, di cui 10 da titolare. Alla fine dell'anno arrivò alle NBA Finals dove affrontò i Miami Heat (terza volta consecutiva in post-season dopo le 2 con gli Indiana Pacers). Gli Spurs vinsero la serie 4-1 e così Jeff si laureò campione NBA per la prima volta in carriera. Nella stagione successiva trovò molto meno spazio disputando solo 51 partite e nessuna di queste da titolare, tenendo di media solo 7,5 minuti d'impiego a partita.

### Los Angeles Clippers e D-League (2015-2016)
Nell'estate 2015 non venne confermato dai San Antonio Spurs per liberare spazio salariale per l'arrivo dell'ex compagno di squadra di Ayres (a Portland) LaMarcus Aldridge.
Ayres andò a giocare in D-League negli Idaho Stampede.

## Statistiche
| † | Denota una stagione in cui ha vinto il titolo |

### NCAA
| Anno      | Squadra        | PG  | PT  | MP   | TC%  | 3P% | TL%  | RP  | AP  | PRP | SP  | PP   |
| --------- | -------------- | --- | --- | ---- | ---- | --- | ---- | --- | --- | --- | --- | ---- |
| 2005-2006 | ASU Sun Devils | 27  | 22  | 25,5 | 49,4 | 0,0 | 73,0 | 6,1 | 0,6 | 0,4 | 0,9 | 10,9 |
| 2006-2007 | ASU Sun Devils | 30  | 29  | 33,6 | 55,1 | 0,0 | 73,0 | 9,1 | 0,9 | 0,6 | 0,7 | 12,1 |
| 2007-2008 | ASU Sun Devils | 34  | 34  | 28,4 | 59,3 | 0,0 | 79,3 | 6,4 | 0,9 | 0,4 | 1,6 | 12,4 |
| 2008-2009 | ASU Sun Devils | 35  | 35  | 32,5 | 66,0 | 0,0 | 77,9 | 8,2 | 0,9 | 0,5 | 0,9 | 14,5 |
| Carriera  | Carriera       | 126 | 120 | 30,2 | 58,0 | 0,0 | 76,4 | 7,5 | 0,8 | 0,5 | 1,0 | 12,6 |

#### Massimi in carriera
- Massimo di punti: 31 vs Stanford (25 febbraio 2006)[9]
- Massimo di rimbalzi: 19 (2 volte)
- Massimo di assist: 4 (2 volte)
- Massimo di palle rubate: 3 (5 volte)
- Massimo di stoppate: 8 vs Southern Illinois-Carbondale (20 marzo 2008)
- Massimo di minuti giocati: 45 (2 volte)

### NBA

#### Regular Season
| Anno       | Squadra             | PG  | PT | MP   | TC%  | 3P%  | TL%  | RP  | AP  | PRP | SP  | PP  |
| ---------- | ------------------- | --- | -- | ---- | ---- | ---- | ---- | --- | --- | --- | --- | --- |
| 2009-2010  | Portland T. Blazers | 39  | 4  | 10,4 | 66,2 | -    | 90,0 | 2,5 | 0,0 | 0,2 | 0,4 | 2,7 |
| 2011-2012  | Indiana Pacers      | 20  | 1  | 5,3  | 41,7 | -    | 57,1 | 1,6 | 0,2 | 0,2 | 0,1 | 1,7 |
| 2012-2013  | Indiana Pacers      | 37  | 0  | 10,0 | 48,4 | 50,0 | 91,3 | 2,8 | 0,4 | 0,2 | 0,3 | 3,9 |
| 2013-2014† | San Antonio Spurs   | 73  | 10 | 13,0 | 58,0 | -    | 69,1 | 3,5 | 0,8 | 0,2 | 0,3 | 3,3 |
| 2014-2015  | San Antonio Spurs   | 51  | 0  | 7,5  | 57,9 | -    | 75,0 | 2,3 | 0,3 | 0,2 | 0,2 | 2,7 |
| 2015-2016  | L.A. Clippers       | 17  | 0  | 6,3  | 52,2 | 0,0  | 100  | 1,3 | 0,3 | 0,0 | 0,2 | 1,8 |
| Carriera   | Carriera            | 237 | 15 | 9,8  | 55,3 | 40,0 | 77,6 | 2,7 | 0,4 | 0,2 | 0,3 | 2,9 |

#### Play-off
| Anno     | Squadra             | PG | PT | MP  | TC%  | 3P% | TL%  | RP  | AP  | PRP | SP  | PP  |
| -------- | ------------------- | -- | -- | --- | ---- | --- | ---- | --- | --- | --- | --- | --- |
| 2010     | Portland T. Blazers | 3  | 0  | 5,7 | 50,0 | -   | 75,0 | 0,7 | 0,0 | 0,7 | 1,0 | 2,3 |
| 2012     | Indiana Pacers      | 4  | 0  | 2,3 | 33,3 | -   | -    | 0,5 | 0,0 | 0,0 | 0,0 | 0,5 |
| 2013     | Indiana Pacers      | 9  | 0  | 7,9 | 33,3 | 0,0 | -    | 2,0 | 0,1 | 0,0 | 0,2 | 1,8 |
| 2014†    | San Antonio Spurs   | 17 | 0  | 3,8 | 46,2 | -   | 62,5 | 1,1 | 0,3 | 0,0 | 0,0 | 1,0 |
| 2015     | San Antonio Spurs   | 3  | 0  | 4,0 | 0,0  | -   | -    | 1,0 | 0,7 | 0,0 | 0,0 | 0,0 |
| 2016     | L.A. Clippers       | 2  | 0  | 1,0 | 100  | -   | 100  | 0,0 | 0,0 | 0,0 | 0,0 | 1,5 |
| Carriera | Carriera            | 38 | 0  | 4,6 | 39,1 | 0,0 | 69,2 | 1,2 | 0,2 | 0,1 | 0,1 | 1,2 |

#### Massimi in carriera
- Massimo di punti: 23 vs Golden State Warriors (14 aprile 2010)[10]
- Massimo di rimbalzi: 14 vs Los Angeles Clippers (30 dicembre 2009)
- Massimo di assist: 4 (4 volte)
- Massimo di palle rubate: 3 vs Cleveland Cavaliers (23 novembre 2013)
- Massimo di stoppate: 3 vs Phoenix Suns (26 aprile 2010)
- Massimo di minuti giocati: 30 vs Los Angeles Clippers (4 gennaio 2010)

### G League
| Anno      | Squadra        | PG | PT | MP   | TC%  | 3P%  | TL%  | RP   | AP  | PRP | SP  | PP   |
| --------- | -------------- | -- | -- | ---- | ---- | ---- | ---- | ---- | --- | --- | --- | ---- |
| 2015-2016 | Idaho Stampede | 25 | 23 | 32,4 | 55,8 | 28,6 | 88,5 | 9,2  | 2,3 | 0,8 | 1,2 | 16,2 |
| 2015-2016 | L.A. D-Fenders | 2  | 1  | 32,6 | 50,0 | 33,3 | 85,7 | 13,0 | 1,5 | 0,0 | 0,0 | 16,5 |
| 2016-2017 | L.A. D-Fenders | 22 | 10 | 22,9 | 66,7 | 40,0 | 92,8 | 7,2  | 0,7 | 0,3 | 0,7 | 12,8 |
| Carriera  | Carriera       | 49 | 34 | 28,2 | 59,6 | 33,3 | 89,6 | 8,5  | 1,6 | 0,5 | 0,9 | 14,7 |

### Eurolega
| Anno      | Squadra    | PG | PT | MP  | TC%  | 3P% | TL%  | RP  | AP  | PRP | SP  | PP  |
| --------- | ---------- | -- | -- | --- | ---- | --- | ---- | --- | --- | --- | --- | --- |
| 2015-2016 | CSKA Mosca | 4  | 2  | 9,2 | 50,0 | -   | 87,5 | 4,8 | 0,0 | 0,0 | 0,8 | 6,0 |
| Carriera  | Carriera   | 4  | 2  | 9,2 | 50,0 | -   | 87,5 | 4,8 | 0,0 | 0,0 | 0,8 | 6,0 |

## Palmarès
- Campionato NBA: 1

San Antonio Spurs: 2014
- All-NBDL First Team (2016)